# Reineta Encarnada de Ávila
Reineta Encarnada de Ávila es el nombre de una variedad cultivar de manzano (Malus domestica). Esta manzana está cultivada en diversos viveros entre ellos algunos dedicados a conservación de árboles frutales en peligro de desaparición. Esta manzana es originaria de la  Provincia de Ávila  concretamente en la comarca de El Barco de Ávila y Valle del río Tormes, donde tuvo su mejor época de cultivo comercial en la década de 1960, y actualmente en menor medida aún se encuentra.

## Sinónimos
- "Manzana Reineta Encarnada de Ávila",[5]
- "Reineta Encarnada de Ávila de El Barco de Ávila",[7][8]

## Historia
'Reineta Encarnada de Ávila' es una variedad de la Provincia de Ávila en la comarca de El Barco de Ávila y Valle del río Tormes. El cultivo del manzano en Ávila en superficies importantes se remonta a principios del siglo XX. Las plantaciones originales se realizaron con variedades indígenas ('Normanda', 'García' y otras), posteriormente se dio paso a otras variedades como la 'Reineta del Canadá' que es la más abundante actualmente en el 2020.
'Reineta Encarnada de Ávila' está considerada incluida en las variedades locales autóctonas muy antiguas, cuyo cultivo se centraba en comarcas muy definidas. Se caracterizaban por su buena adaptación a sus ecosistemas y podrían tener interés genético en virtud de su adaptación. Se encontraban diseminadas por todas las regiones fruteras españolas, aunque eran especialmente frecuentes en la España húmeda. Estas se podían clasificar en dos subgrupos: de mesa y de sidra (aunque algunas tenían aptitud mixta).
'Reineta Encarnada de Ávila' es una variedad clasificada como de mesa, difundido su cultivo en el pasado por los viveros comerciales y cuyo cultivo en la actualidad se ha reducido a huertos familiares y jardines privados.

## Características
El manzano de la variedad 'Reineta Encarnada de Ávila' tiene un vigor Medio; florece a inicios de mayo; tubo del cáliz medianamente ancho, cónico alargado o en embudo con tubo estrecho, y con los estambres insertos en su mitad.
La variedad de manzana 'Reineta Encarnada de Ávila' tiene un fruto de tamaño medio; forma generalmente más ancha que alta, tronco-cónica o casi esférica, a veces rebajada de un lado a la vez que globosa, y con contorno más bien regular; piel fuerte; con color de fondo amarillo limón, sobre color muy importante, siendo el color del sobre color rojo, siendo su reparto en chapa continua, la chapa de color rojo con pinceladas oscuras que en alguna zona se hacen imperceptibles, recubriendo el fruto casi totalmente dejando ver el color del fondo amarillo limón en la zona peduncular, acusa lenticelas abundantes de color crema claro, ruginoso y con rayas asimétricas, y una sensibilidad al "russeting" (pardeamiento áspero superficial que presentan algunas variedades) muy débil; pedúnculo corto, medianamente grueso, leñoso, de tono verdoso, siendo la anchura de la cavidad peduncular amplia, y la profundidad de la cavidad pedúncular profunda, con chapa ruginosa en forma estrellada que rebasa los bordes, éstos lisos o suavemente ondulados, rebajados de un lado, y con importancia del "russeting" en cavidad peduncular medio; anchura de la cavidad calicina relativamente ancha, profundidad de la cav. calicina más o menos profunda, con los bordes ondulados, rebajados levemente de un lado, con el fondo que tiene leve chapa de color verde amarillo entremezclado con ocre, y con importancia del "russeting" en cavidad calicina ausente; ojo grande o medio, ligeramente o ampliamente abierto; sépalos triangulares, de puntas agudas y divergentes.
Carne de color crema, un poco rosada hacia la epidermis; textura crujiente, y algo jugosa; sabor característico de la variedad, muy agradable, levemente acidulado y refrescante; corazón más o menos ancho, centrado, bulbiforme. Eje cerrado o agrietado. Celdas anchas, casi esféricas y marcadamente puntiagudas en la inserción. Semillas alargadas e irregulares.
La manzana 'Reineta Encarnada de Ávila' tiene una época de maduración y recolección muy tardía en el otoño-invierno, se recolecta desde mediados de octubre hasta mediados de noviembre, madura durante el invierno aguanta varios meses más. Se usa como manzana de mesa fresca.